# Sauro Marianelli
Sauro Marianelli (Montefoscoli, 20 ottobre 1933 – Follonica, 5 luglio 2025) è stato uno scrittore italiano.

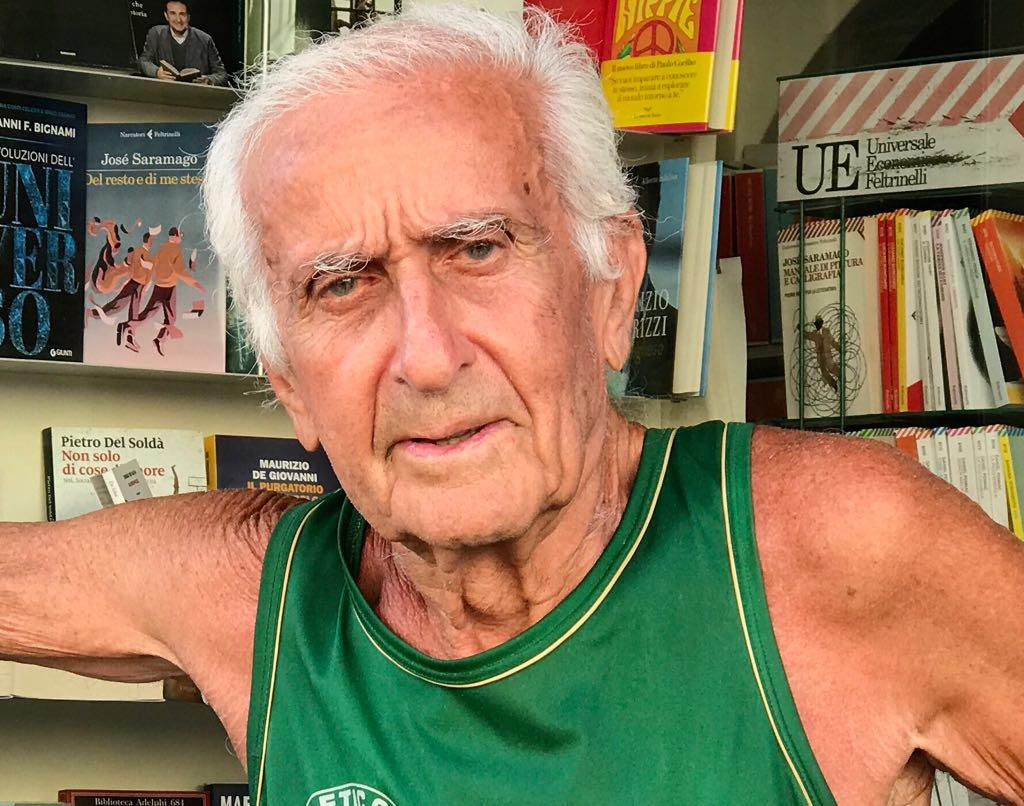
Sauro Marianelli

La sua attività letteraria è stata indirizzata soprattutto alla narrativa per ragazzi. Ha inoltre lavorato per il teatro e scritto testi per la radio. La sua opera è conosciuta e apprezzata in Italia e all'estero. 
Ha ottenuto numerosi riconoscimenti e premi letterari, tra i quali il premio Castello nel 1981 per il libro Il compagno proibito, il  premio Bancarellino nel 1987 con il volume Una storia nella storia, il Premio Andersen nel 1988 per il libro Animali e parole.

## Biografia
Visse a Montefoscoli, Budrio, Peccioli (piccolo comune della provincia di Pisa che ritroviamo nel libro autobiografico La mia resistenza), Roma, Pisa, Grosseto, e infine a Follonica.  Abbandonati e ripresi più volte gli studi primari e secondari (per la guerra e per motivi familiari), prese il diploma di maestro. Si dedicò per qualche tempo alla prosecuzione dell'attività paterna, interrompendo gli studi universitari in filosofia e pedagogia.
Nel 1959 partecipò ad un concorso bandito dalla RAI per una commedia originale: il suo lavoro, Preoccupazioni per la visita al morto, risultò tra i primi tre su 400 concorrenti e fu trasmesso nel febbraio 1960 e in seguito venne tradotto e trasmesso in sloveno. Nel 1961, un suo racconto radiofonico, Medici in famiglia, risultò tra i vincitori a un concorso della radio svizzera-italiana e venne trasmesso nel 1961 e nel 1962. Abbandonata la radio, scrisse il primo romanzo, a cui ne seguirono diversi altri.
Condusse negli anni '70 il teatro sperimentale di Grosseto. La sperimentazione consistette principalmente nel coinvolgimento diretto del pubblico con dibattiti sul significato del testo rappresentato. Coinvolse come attori appassionati di teatro della città stessa, anche molto giovani, fra cui la tredicenne Laura Morante.
Scrisse tra il 1970 e il 2000 diversi romanzi e, pur non indirizzandosi direttamente ai ragazzi, trasse ispirazione dal mondo della sua infanzia e della sua inquieta adolescenza. Le sue opere furono considerate adatte al pubblico giovanile.

## Opere
- Per un pezzo di carta ovvero lo studio per non studiare, Mursia, Milano; APE Corticelli, 1962[3], oppure Non lo so, romanzo autobiografico che con aria arguta e scanzonata denunzia i mali della scuola.
- La mia resistenza, Paravia, 1965, romanzo che racconta il periodo della seconda guerra mondiale, visto con gli occhi di un adolescente
- Il fuori-classe, Paravia, 1967, romanzo che rievoca il periodo della sua adolescenza nel quale aveva abbandonato la scuola sperando di diventare un campione di ciclismo.
- Damiano dal viaggio strano, Paravia, 1971
- Fuga nel quadro, Einaudi, 1974
- Il ragazzo dell'istituto, Bompiani, 1974
- La doppia età, Editori riuniti, 1978
- Il compagno proibito, Fabbri, 1981 (Premio Castello 1981, Concorso Nazionale di Narrativa per Ragazzi)
- Un'avventura sempre possibile, Mursia, 1985
- Una storia nella storia, Fabbri, 1987 (Premio Bancarellino 1987)
- Animali e parole, nella raccolta Fiabe storie filastrocche per mille giorni e più, Editori riuniti, 1987 (Premio Andersen 1988[4])
- Un giorno lungo un anno, Fabbri, 1990
- L'ignoto a occidente, Fabbri, 1991
- Io e gli antichi: la storia vista da un ragazzo, Fabbri, 1993
- Il principe sconosciuto, Fabbri, 1995
- L'uomo senza orme, DeAgostini, 2000[5]